# Patriarcat arménien de Jérusalem
Le patriarcat arménien de Jérusalem ou Siège apostolique de saint Jacques à Jérusalem (en arménien Առաքելական Աթոռ Սրբոց Յակովբեանց Յերուսաղեմ) est une juridiction autonome de l'Église apostolique arménienne en Terre sainte. Le « Patriarche arménien du trône apostolique de saint Jacques de Jérusalem » réside au monastère Saint-Jacques dans le quartier arménien de la vieille ville de Jérusalem ; le titulaire actuel est Nourhan Ier depuis le 24 janvier 2013.

## Histoire
Le patriarcat arménien de Jérusalem fut créé en 638 par le catholicos d'Arménie pour concurrencer le patriarcat orthodoxe de la ville. Le patriarche arménien de Jérusalem est sous l'autorité du catholicos d'Arménie.
L'église du patriarcat est la cathédrale Saint-Jacques situé au sein du monastère homonyme et qui date du XIIe siècle.

## Organisation

### Situation en 1914
- Diocèse patriarcal de Jérusalem
- Métropole de Jaffa
- Métropole de Damas
- Métropole de Beyrouth

### Situation actuelle

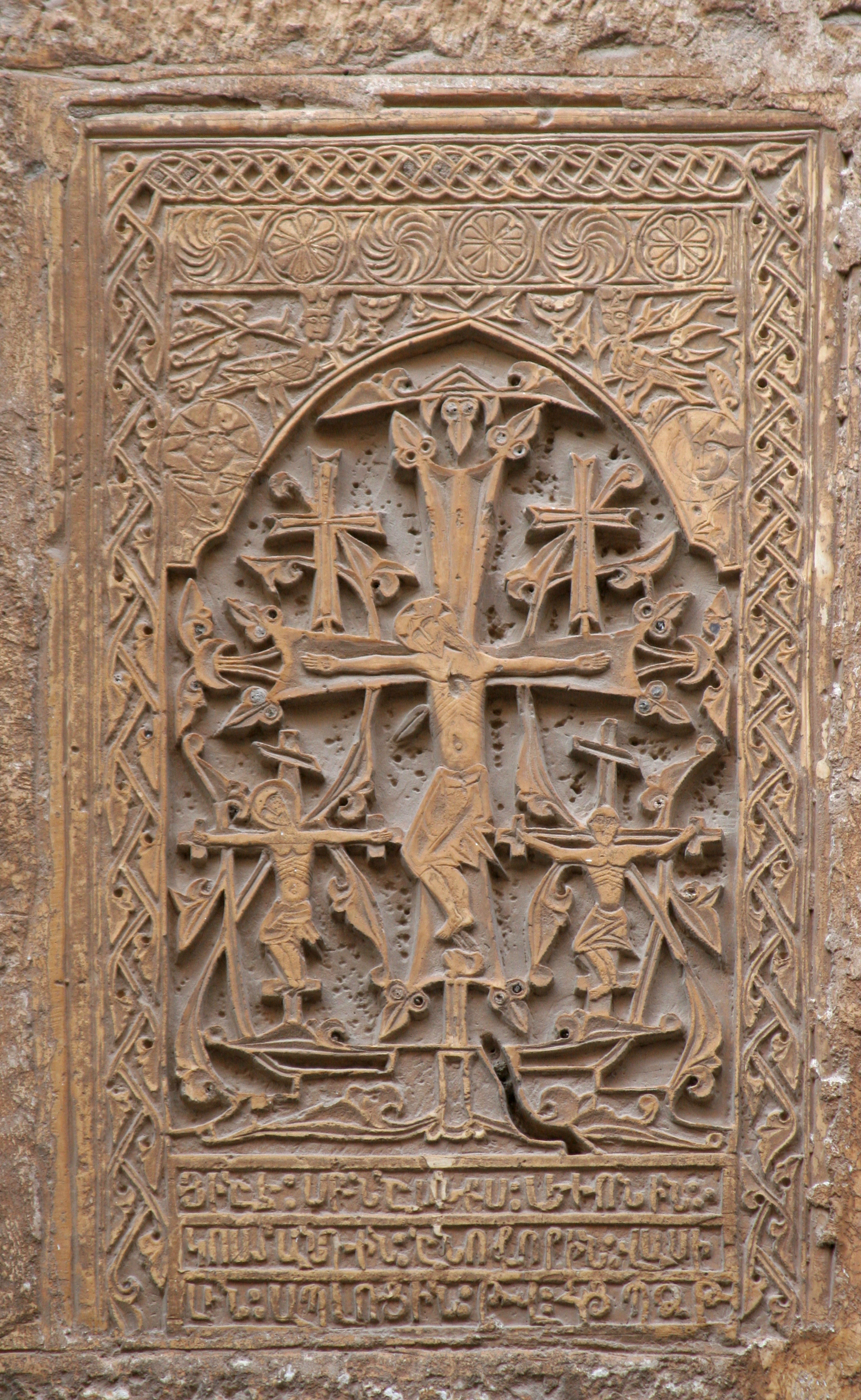
Croix arménienne à la cathédrale Saint-Jacques.

#### IsraëletPalestine
- Quartier arménien de la vieille ville de Jérusalem :
  - Cathédrale Saint-Jacques de Jérusalem
  - Église Saint-Thoros et la bibliothèque patriarcale
  - Église des Saints-Archanges et le convent de l'Olivier
  - Église du Saint-Sauveur, maison de Caïphe
- Dans l'église du Saint-Sépulcre (Jérusalem) :
  - Chapelle Sainte-Hélène (en)
  - Chapelle Saint-Vartan
  - Chapelle Saint-Jean
  - Chapelle des Saintes-Femmes
- Sépulcre de Marie
- Basilique de la Nativité de Bethléem
- Monastère Saint-Nicolas de Jaffa
- Église Saint-Élie de Haifa
- Monastère Saint-Grégoire de Ramleh

#### Jordanie
- Église Saint-Thaddée à Amman
- Église Saint-Garabed à Béthanie-au-delà-du-Jourdain